# Баямон (футбольний клуб)
Футбольний клуб «Баямон» (ісп. Bayamón Fútbol Club) — професійний пуерториканський футбольний клуб із міста Баямон. Клуб був заснований у 1999 році, та проводить домашні матчі на стадіоні «Хуан Рамон Лоубріель». Клуб грає в Лізі Пуерто-Рико, найвищому дивізіоні пуерториканського футболу. «Баямон» 6 разів вигравав чемпіонат острова в різних футбольних лігах, та двічі вигравав клубні турніри команд Карибського басейну.

## Титули і досягнення
- Чемпіон Пуерто-Рико (6): 2000, 2002, 2009, 2011, 2012, 2021
- Переможець чемпіонату Карибського футбольного союзу (1): 2014
- Переможець Caribbean Club Shield (1): 2022